# Hitlerszalonna

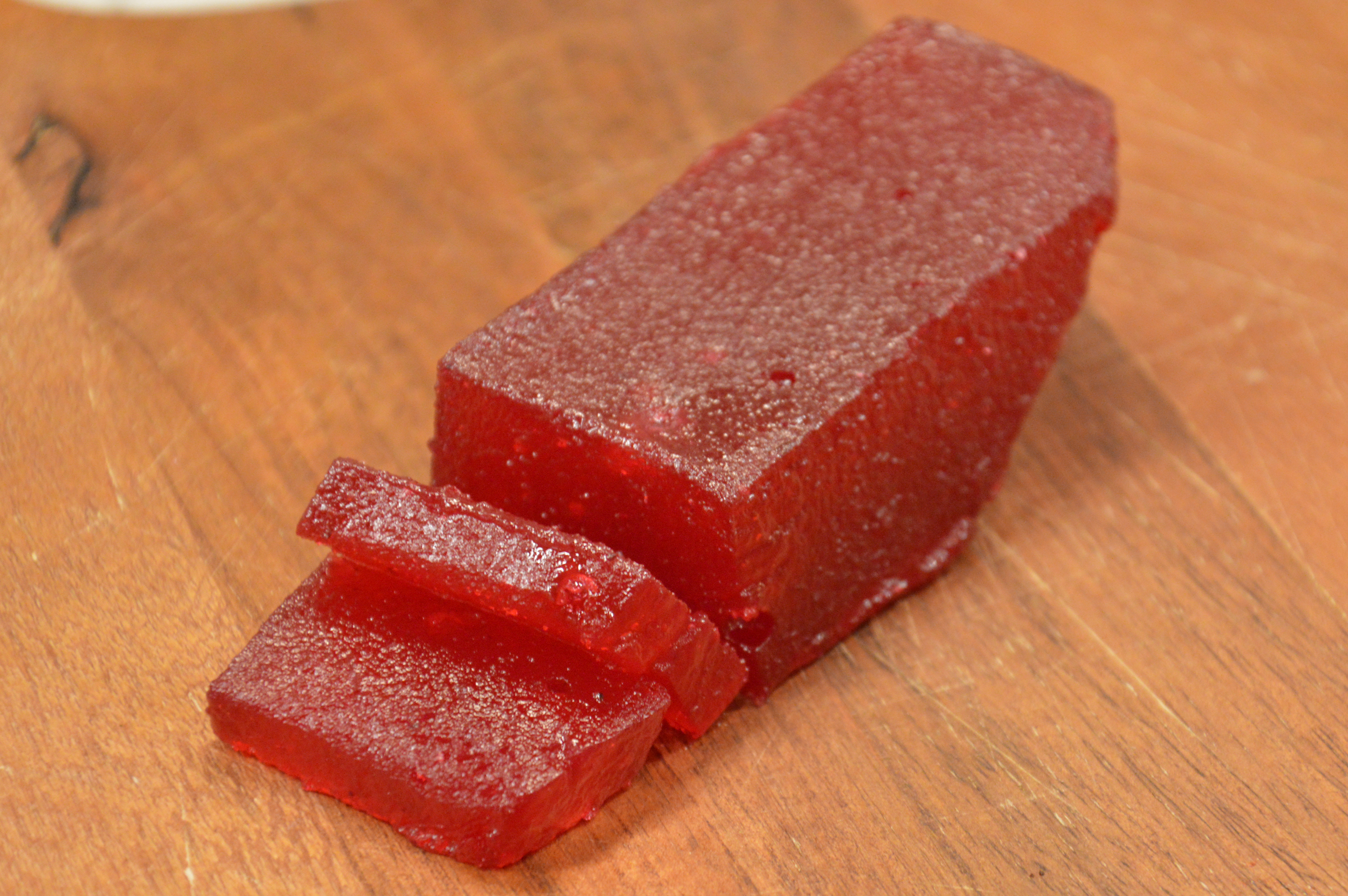
Du gyümölcsíz (« goût de fruits », autrefois appelé hitlerszalonna) du marché Lehel en 2014.

Le hitlerszalonna ou Hitler-szalonna (« lard d'Hitler ») selon son appellation populaire ancienne en hongrois, est une sorte de pâte de fruits hongroise.
L'appellation utilisant le nom d'Hitler remonte à la Seconde Guerre mondiale, au cours de laquelle la langue populaire donnait parfois le nom d'hommes politiques à des aliments de mauvaise qualité, ce qui était une façon de leur attribuer la responsabilité de la piètre situation alimentaire. Le sens était donc clairement ironique : le « lard d'Hitler », c'est ce à quoi on a droit sous Hitler au lieu du lard,.
Cette préparation qui, pendant la guerre, servait d'aliment calorique et de remplacement bon marché de la confiture, se présentait dans les magasins sous forme de gros blocs que l'on débitait en tranches comme du lard ou du fromage. Généralement de couleur rouge et faite de fruits mélangés, elle était protégée des mouches et de la saleté par une sorte de filet fin qui lui permettait de rester en contact avec l'air. De nos jours, elle n'existe plus sous cette forme que sur quelques marchés, et est appelée (kimért) gyümölcsíz « [pâte à] goût de fruits (à débiter) », tömblekvár « confiture en bloc », ou encore sütésálló lekvár « confiture résistant à la cuisson », c'est-à-dire « pour pâtisseries ».
Elle reste cependant couramment commercialisée en Hongrie auprès des professionnels de la pâtisserie sous le nom de vegyes gyümölcsíz (« goût/marmelade de fruits mélangés ») se présentant sous forme de bloc compact à découper emballé dans une cagette en bois. Cette préparation industrielle est faite de divers fruits écrasés à haute teneur en pectine, densifiés par chauffage et adjonction de sucre, et doit sa couleur rouge à des colorants alimentaires.